# Receptura (serial telewizyjny)
Receptura – polski serial obyczajowo-historyczny emitowany na antenie TVN i w serwisie Player. Audycja jest przedsięwzięciem typu branded content (materiał markowy, treść oznakowana marką); serial powstał we współpracy z firmą E.Wedel.

## Opis fabuły
W 1936 roku Maria Kielicz (Agnieszka Więdłocha) przyjeżdża do Warszawy. Dostaje tam pracę jako asystentka Jana Wedla (Jacek Koman) w fabryce czekolady.
Współcześnie studentka Zosia (Zofia Wichłacz) znajduje pamiętnik swojej prababki, odkrywając jej historię.

## Obsada
| Aktor                   | Rola                          |
| ----------------------- | ----------------------------- |
| Agnieszka Więdłocha     | Maria Kielicz                 |
| Zofia Wichłacz          | Zosia Żakowska                |
| Jacek Koman             | Jan Wedel                     |
| Mateusz Janicki         | inż. Michał Jankowski         |
| Fabian Prokein          | Johann Krauze                 |
| Joanna Brodzik          | Aneta Żakowska, matka Zosi    |
| Cezary Żak              | Tadeusz Żakowski, ojciec Zosi |
| Jędrzej Hycnar          | Tomek Łuczyński               |
| Piotr Janusz            | Andrzej Czop                  |
| Joanna Jarmołowicz      | Mika                          |
| Alicja Dąbrowska        | Lidia Mazur                   |
| Przemysław Sadowski     | Jacek Barcz                   |
| Monika Kwiatkowska      | Ruda                          |
| Edward Linde-Lubaszenko | Krzysztof Mazur               |
| Emilia Krakowska        | Kazimiera Jankowska           |

## Emisja
| Seria | Seria | Odcinki | Pierwsza emisja | Pierwsza emisja               | Pierwsza emisja      | Pierwsza emisja | Pierwsza emisja |
| Seria | Seria | Odcinki | Sezon           | Początek emisji (TVN/Player)  | Koniec emisji (TVN)  | Pora emisji     | Oglądalność     |
| ----- | ----- | ------- | --------------- | ----------------------------- | -------------------- | --------------- | --------------- |
|       | 1.    | 1–6 (6) | jesień 2021     | 5 września / 29 sierpnia 2021 | 10 października 2021 | niedziela 21.30 | 874 272         |

## Produkcja i odbiór
Zdjęcia do części kostiumowej odbywały się w drugiej połowie maja 2021 roku. Nagrania do części współczesnej rozpoczęto w czerwcu tego samego roku, a zakończono 1 lipca. Serial nakręcono w Warszawie.
Pierwszy odcinek serialu na antenie TVN obejrzało 783 tys. widzów, natomiast średnia widownia pierwszych trzech odcinków wyniosła 910 tys. oglądających.